# Quartu Sant'Elena
Quart (català) (en sard, Cuartu Sant'Aleni, en italià Quartu Sant'Elena) és un municipi italià, situat a Sardenya i a la ciutat metropolitana de Càller. L'any 2010 tenia 71.779 habitants. Limita amb els municipis de Càller, Maracalagonis, Monserrato, Quartucciu i Selargius.

## Història
La batalla de Quart fou un dels enfrontaments de la Revolta de Sardenya contra la Corona d'Aragó, emmarcada en la Guerra venecianogenovesa.

## Administració
| Període | Identitat     | Partit         |
| ------- | ------------- | -------------- |
| 2006-   | Luigi Ruggeri | Centreesquerra |